# Anthelephila topali
Anthelephila topali es una especie de coleóptero de la familia Anthicidae.

## Distribución geográfica
Habita en la India.